# Lijst van hoogste gebouwen van Limburg (Nederland)
Dit is een overzicht met hoogste gebouwen van de Nederlandse Provincie Limburg.

## Inleiding
In de ontwikkeling van de hoogbouw in Limburg liep Maastricht aanvankelijk met de 15 verdiepingen tellende Torenflat aan het Oranjeplein (1960) en de Annadalflat (1961) voor op de rest van de provincie Limburg. Ook voor Nederlandse begrippen was Maastricht er vroeg bij. Kantoor- en woongebouwen van 15 verdiepingen of meer waren aan het einde van de jaren 1950 in Nederland nog schaars. Alleen Rotterdam had enige ervaring met hoogbouw. Ter vergelijking: het Havengebouw was voor Amsterdam in 1960 het eerste gebouw boven de 50 meter; de 62 m hoge Neudeflat in Utrecht werd pas in 1961 voltooid.
Door de welvaart die de mijnbouw in Zuid-Limburg aanvankelijk met zich meebracht, werd er ook in het moderne Heerlen al vrij vroeg hoog gebouwd. Voorbeelden zijn het inmiddels gesloopte 10 verdiepingen tellende Europa Hotel van Frits Peutz uit 1958 en de 16 verdiepingen hoge Euterpeflat van Peter Sigmond uit 1964. Kerkrade opende in 1962 een 10 verdiepingen hoog stadskantoor naar ontwerp van Jozef Fanchamps Vanaf halverwege de jaren zestig werden er in verband met de heersende woningnood in rap tempo hoge galerijflats opgetrokken in de stedelijke gebieden maar ook in kleinere plaatsen zoals Vaals en Eygelshoven. Door de sociale problemen die zich rond dit type hoogbouw begon af te spelen vanaf de jaren 1970 daalde de populariteit snel en werd er nog maar sporadisch hoog gebouwd in Limburg.
Vanaf de jaren 1990 keerde het tij en werden er weer hoogbouwprojecten gerealiseerd en dan met name in het luxe koop- en huursegment. Aanvankelijk gebeurde dit in Heerlen en daarna vooral in Roermond. Ook Venlo, Sittard en Maastricht bouwden sinds de eeuwwisseling weer hoog of hebben daar plannen voor.

## Lijst van hoogste gebouwen van Limburg
|    | Naam                                                     | Hoogte | Plaats     | Voltooid | Architect                                                  | Verdiepingen | Afbeelding                           |
| -- | -------------------------------------------------------- | ------ | ---------- | -------- | ---------------------------------------------------------- | ------------ | ------------------------------------ |
| 1  | Innovatoren                                              | 70 m   | Venlo      | 2012     | Jo Coenen Architects & Urbanists                           | 16           |                                      |
| 2  | Hoofdkantoor ABP                                         | 66 m   | Heerlen    | 1973     | Architectenbureau AE.G. en J.D. Postma                     | 14           |                                      |
| 3  | Romertoren                                               | 64,9 m | Venlo      | 2010     | Jo Coenen Architects & Urbanists                           | 20           |                                      |
| 4  | Woontoren Parc Imstenrade                                | 63 m   | Heerlen    | 2001     | De Bever Architecten                                       | 21           | Woontoren Parc Imstenrade in Heerlen |
| 5  | Zuyderland Medisch Centrum Heerlen (De Wever-Ziekenhuis) | 62 m   | Heerlen    | 1968     | Architectenbureau Swinkels, Salemans, Knibbeler, Swinkels. | 18           |                                      |
| 6  | Natalini Toren                                           | 61 m   | Roermond   | 2010     | Adolfo Natalini & Architectenburo C. Schrauwen             | 12           |                                      |
| 7  | De Valkenstaete                                          | 59 m   | Heerlen    | 2002     | Klunder Architecten                                        | 21           |                                      |
| 8  | Manhattan                                                | 56 m   | Roermond   | 2020     | Kern Architecten                                           | 17           |                                      |
| 9  | De Colonel                                               | 56 m   | Maastricht | 2005     | Kollhoff und Timmermann Architekten                        | 15           |                                      |
| 10 | Toren van Siza                                           | 54 m   | Maastricht | 2001     | Álvaro Siza                                                | 17           |                                      |

### Toekomstige hoge gebouwen
| Naam             | Hoogte | Plaats     | Oplevering | Architect                              | Status          |
| ---------------- | ------ | ---------- | ---------- | -------------------------------------- | --------------- |
| Le Sud - Beau    | 70 m   | Maastricht | 2025       | Office Winhov                          | In ontwikkeling |
| Roertoren        | 68,8 m | Roermond   | 2025       | onbekend                               | In ontwikkeling |
| Residentie ZICHT | 57 m   | Venlo      | 2025       | Ernst van Rijn Architectenbureau wUrck | In aanbouw      |

### Gesloopte hoogbouw
|   | Naam                     | Hoogte   | Plaats      | Bouwjaar/sloop | Architect      | Verdiepingen | Bijzonderheden                                                                    | Afbeelding                                                                                               |
| - | ------------------------ | -------- | ----------- | -------------- | -------------- | ------------ | --------------------------------------------------------------------------------- | --- |
| 1 | Kennedyflat              | ca. 40 m | Eygelshoven | 1967/1979      | onbekend       | 13           | Gesloopt nadat er een groot aantal gebreken werd geconstateerd aan de constructie | Flats in Limburgse Eygelshoven moet worden gesloopt wegen gebruik ondeugdelijk m, Bestanddeelnr 928-9233 |
| 1 | Eisenhowerstraat 265-384 | ca. 40 m | Sittard     | 1967/2021      | J.A.M. Kurvers | 13           |                                                                                   | Sittard, Limbrichterveld - Eisenhowerflats                                                               |

## Religieuze bouwwerken
|    | Naam                                 | Hoogte | Plaats     | Voltooid       | Architect                       | Bijzonderheden | Afbeelding                                                                                         |
| -- | ------------------------------------ | ------ | ---------- | -------------- | ------------------------------- | --- | -------------------------------------------------------------------------------------------------- |
| 1  | Sint-Christoffelkathedraal           | 85 m   | Roermond   | 1410/1957      |                                 | Herbouwd na de Tweede Wereldoorlog | |
| 2  | Sint-Petrus' Stoel van Antiochiëkerk | 83 m   | Sittard    | 14de eeuw/1857 | Pierre Cuypers (renovatie)      | Torenspits gerestaureerd na blikseminslag in 1857 | Sittard, Petrustoel van de Antiochiëkerk kerktoren 2007-09-22 09.27                                |
| 3  | Sint-Nicolaaskerk                    | 79,8 m | Meijel     | 1955           | Frits Peutz                     | Originele kerk volledig verwoest tijdens Tweede Wereldoorlog | Meijel, kerk in straatzicht foto4 2011-03-20 16.10                                                 |
| 4  | Sint-Petrus' Bandenkerk              | 79,8 m | Venray     | 1962           | Jules Kayser                    | Originele kerk werd voor het grootste gedeelte verwoest tijdens Tweede Wereldoorlog | Kerk Venray                                                                                        |
| 5  | Sint-Janskerk                        | 79 m   | Maastricht | 14de eeuw      |                                 | | Maastricht BW 2017-08-19 15-55-44 s                                                                |
| 6  | Sint-Martinuskerk                    | 78 m   | Weert      | 15de eeuw/1960 | Theo Verlaan (restauratie 1960) | De toren werd in 1889 naar ontwerp van architect Johannes Kayser verhoogd tot 104,8 meter; destijds de op twee na hoogste kerktoren van Nederland. De torenspits brak af tijdens een najaarsstorm in 1940. | Weert, Sint Martinuskerk foto4 2011-03-20 14.46                                                    |
| 7  | Sint-Lambertuskerk                   | 76 m   | Nederweert | 1467/1841      |                                 | De toren werd zwaar beschadigd in 1944. In de periode 1946-1948 hersteld. | Overzicht zuidgevel met kerktoren - Nederweert - 20369142 - RCE                                    |
| 8  | Sint-Martinuskerk                    | 70 m   | Maastricht | 1858           | Pierre Cuypers                  | | 20150312 Maastricht; Wyck seen from jetty between Sint-Servaasbrug and Wilhelminabrug 02 (cropped) |
| 9  | Sint-Pauluskerk                      | 69 m   | Vaals      | 1893           | Johannes Kayser                 | | St.-Pauls-Kirche01                                                                                 |
| 10 | Sint-Lambertuskerk                   | 68 m   | Horst      | 1954           | Alphons Boosten                 | Originele kerk volledig verwoest tijdens Tweede Wereldoorlog | Sint-Lambertuskerk, Horst                                                                          |

## Overige hoge bouwwerken
Deze lijst toont andere hoge bouwwerken in de provincie Limburg exclusief windturbines. Deze lijst incompleet omdat veel bouwhoogtes van bijvoorbeeld de schoorstenen van industriegebied Chemelot onbekend zijn.
|    | Naam                                      | Hoogte | Plaats     | Voltooid | Architect                                     | Bijzonderheden                                    | Afbeelding                                      |
| -- | ----------------------------------------- | ------ | ---------- | -------- | --------------------------------------------- | ------------------------------------------------- | ----------------------------------------------- |
| 1  | NIFA Schoorsteen Chemelot                 | 178 m  | Geleen     | 1964     |                                               | Hoogste bouwwerk in Limburg                       | Schoorsteen NIFA Chemelot                       |
| 2  | Televisietoren Roermond                   | 158 m  | Roermond   | 1957     | ir. H. A. Dicke, ir. I. Moerman               | Tot 2007 reikte de mast op de toren tot 176 meter | Zendmast Roermond-6686                          |
| 3  | Schoorstenen Clauscentrale                | 154 m  | Maasbracht | 1975     |                                               | De twee schoorstenen zijn even hoog.              | De Clauscentrale in Maasbracht                  |
| 4  | Schoorsteen ENCI                          | 150 m  | Maastricht | 1968     |                                               |                                                   | Maastricht-ENCI-schoorsteen (3)                 |
| 5  | DVB-T Mast Heerlen                        | 129 m  | Heerlen    | 2007     |                                               |                                                   |                                                 |
| 6  | DVB-T Mast Venlo                          | 125 m  | Venlo      | 2007     |                                               |                                                   |                                                 |
| 7  | Koeltorens Clauscentrale                  | 119 m  | Maasbracht | 1975     |                                               | Beide koeltorens zijn even hoog                   | South Carolina verlässt den Vorhafen in Heel II |
| 8  | Telecom & Datatoren Ittervoort            | 118 m  | Ittervoort | 1989     | Ir. Corinne Bouwers (Friedhoff en van Heerde) | Lagere kopie van de Mediatoren in De Mortel.      | Toren van Ittervoort                            |
| 9  | Fakkeltoren Naftakraker Olefins 3 NAK III | 110 m  | Geleen     | 1971     |                                               | Nominatie voor sloop                              |                                                 |
| 10 | Televisietoren Daalhof                    | 86 m   | Maastricht | 1962     | ir. H.J.J. Engel en ir. A. Auer               | Hoogte inclusief antennes                         |                                                 |
| 10 | Koeltoren Centrale Swentibold             | 80 m   | Geleen     | 1999     |                                               |                                                   |                                                 |

### Gesloopte bouwwerken
|   | Naam                                         | Hoogte        | Plaats   | Voltooid / gesloopt | Bijzonderheden                                           | Afbeelding                                                                                           |
| - | -------------------------------------------- | ------------- | -------- | ------------------- | -------------------------------------------------------- | --- |
| 1 | Schoorsteen elektriciteitscentrale Maurits   | 160 m         | Geleen   | 1963 / 1999         | Hoogste schoorsteen van Nederland na voltooiing.         | |
| 2 | Lange Lies Kolenmijn Oranje Nassau I         | 155 m         | Heerlen  | 1953 / 1976         | Europa's hoogste schoorsteen bij oplevering.             | |
| 3 | Lange Jan Kolenmijn Oranje Nassau I          | 135 m         | Heerlen  | 1938 / 1976         | Bij oplevering Nederlands hoogste schoorsteen            | Chimney Lange Jan, Heerlen (2)                                                                       |
| 4 | Schoorstenen Maascentrale                    | 100 tot 125 m | Buggenum | 1954 / 2006         |                                                          | |
| 5 | Schoorstenen Ketelhuis Staatsmijn Emma       | 110 m         | Brunssum | 1913 / 1953         |                                                          | NIMH - 2011 - 0262 - Aerial photograph of Hoensbroek, Staatsmijn Emma, The Netherlands - 1920 - 1940 |
| 6 | Schoorsteen elektriciteitscentrale Maurits   | 110 m         | Geleen   | 1945 / 1985         | Oudste schoorsteen van de elektriciteitscentrale Maurits | |
| 7 | Schoorstenen Cokesfabriek Staatsmijn Maurits | 75 m          | Geleen   | 19?? / 1976         |                                                          | |
| 8 | Schachtgebouw III Staatsmijn Emma            | 63 m          | Brunssum | 1939 / 1983         |                                                          | Locomotief bij Staatsmijn Emma 1955                                                                  |
| 9 | Schachtgebouw IV Staatsmijn Hendrik          | 62 m          | Brunssum | 1960/1989           |                                                          | |